# NS2 (VHC)

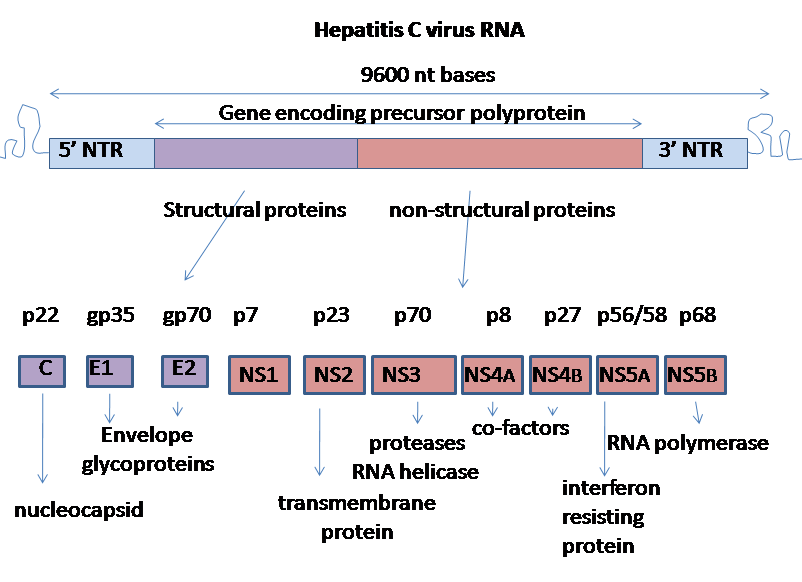
HCV genoma

NS2 (virus hepatitis C) es una proteína viral en la hepatitis C.